# 龙泽园街道
龙泽园街道是昌平区一个街道办事处，面积约8平方公里，人口约12.3万人，辖32个社区、1个行政村，办公驻地设在回龙观东大街199号原回龙观镇政府院内。按照原计划，回龙观地区将于2015年拆分为回龙观街道、龙泽园街道和史各庄街道，但该计划直至2019年6月22日才得以实施。

## 名称
龙泽园街道的名称源自龙泽苑小区，该小区于20世纪90年代后期建设回龙观文化居住区时以“龙生于水，水聚为泽”而得名。

## 行政区划
龙泽园街道下辖以下村级单位：
佰嘉城社区、龙华园二区社区、龙华园社区、慧华苑社区、通达园社区、龙泽苑社区、龙泽苑东区社区、龙腾苑二区社区、龙腾苑三区社区、龙腾苑四区社区、龙腾苑五区社区、龙腾苑六区社区、云趣园社区、风雅园社区、龙禧苑社区、龙禧苑二区社区、龙锦苑二区社区、龙锦苑四区社区、龙锦苑五区社区、龙锦苑六区社区、龙跃苑一区社区、龙跃苑二区社区、龙跃苑三区社区、龙跃苑四区社区、龙跃苑东二区社区、龙跃苑东四五区社区、北郊农场社区、天龙苑社区、北店嘉园社区、良庄家园社区、智慧社社区、国仕汇社区和三合庄村